# 雅罗斯拉夫·沃拉克
雅罗斯拉夫·沃拉克（捷克語：Jaroslav Volak，1915年7月7日—？），奥地利男子手球运动员。他曾代表奥地利国家队参加1936年夏季奥林匹克运动会手球比赛，获得一枚银牌。